# مايك بينيت
مايك بينيت (بالإنجليزية: Mike Bennett)‏ هو مصارع محترف أمريكي، ولد في 16 مايو 1985 في كارفير في الولايات المتحدة.

## وصلات خارجية
- مايك بينيت على موقع دبليو دبليو إي (الإنجليزية)
- مايك بينيت على موقع CageMatch worker (الإنجليزية)
- مايك بينيت على موقع قاعدة بيانات المصارعة على الإنترنت (الإنجليزية)
- مايك بينيت على موقع عالم المصارعة على الإنترنت (الإنجليزية)
- مايك بينيت على موقع عالم المصارعة على الإنترنت (الإنجليزية)

- مايك بينيت على موقع IMDb (الإنجليزية)